# 一光硬式野球部
一光硬式野球部（いっこうこうしきやきゅうぶ）は、愛知県名古屋市に本拠地を置き、日本野球連盟に加盟していた社会人野球の企業チームである。合宿所は同県愛知郡長久手町（現：長久手市）、練習グラウンドは同県西加茂郡藤岡町（現：豊田市）に所在していた。2007年に解散した。
運営母体は、石油販売業者の一光。

## 概要
1993年、中部地方を中心にガソリンスタンドを展開する一光が『一光硬式野球部』として創部。
激戦区である東海地区で全国大会の出場を前に足踏みが続いていたことから、1997年に熊谷組からアマチュア選手として実績のあった林敏之を監督に招聘するが、2000年に成績不振により矢野裕美子社長から同年後半の活動自粛を命じられ、選手たちは各地のガソリンスタンドで社業に専念した。
2001年には初の全国大会となる日本選手権に初出場を決め、翌2002年には、都市対抗野球の東海地区予選を突破し東海第3代表として本戦に初出場を果たした。
2003年には日本選手権で全国大会初勝利を挙げると、ベスト4まで進む快進撃を見せた。
2004年は、都市対抗野球本大会には出場を逃すも、同部所属の田中明投手が王子製紙の補強選手として出場し、抑えとして優勝に貢献した。自身は橋戸賞を獲得した。翌2005年も西濃運輸の補強選手として出場している（1回戦敗退で敗戦投手）。
しかし2007年夏、原油価格の高騰による本社の経営逼迫が原因として同年限りで廃部との報道がなされ、日本選手権予選での敗戦後に廃部が決定した。これにより、同野球部は15年間の活動に幕が下ろされた。

## 設立・沿革
- 1993年 - 『一光』として創部。
- 2000年 - チームの成績不振により、同年後半の活動を自粛。
- 2001年 - 日本選手権に初出場（初戦敗退）。
- 2002年 - 都市対抗野球に初出場（初戦敗退）。
- 2003年 - 日本選手権でベスト4に進出。
- 2005年 - 妹尾軒作がチーム初のドラフト指名。
- 2007年 - 廃部。

## 主要大会の出場歴・最高成績
- 都市対抗野球大会 - 出場1回
- 社会人野球日本選手権大会 - 出場3回、4強1回（2003年）
- JABA新潟大会 - 優勝1回（2006年）

## 出身プロ野球選手
- 高橋郁雄（外野手） - 退団後、入団テストを受け1997年ドラフト5位でヤクルトスワローズに入団
- 妹尾軒作（投手） - 2005年大学生・社会人ドラフト6位でオリックス・バファローズに入団

## 元プロ野球選手の競技者登録
- 山田潤 - 内野手→退部（元：西武ライオンズ、広島東洋カープ）

## かつて在籍していた選手
- 青山正克（内野手兼コーチ） - 現在は、愛知産業大学硬式野球部の監督
- 上原茂行（捕手） - 現在は、東北楽天ゴールデンイーグルスのスコアラー
- 蔵本雅由（投手） - 弟はモデルの蔵本敬充、中日ドラゴンズに所属していた元プロ野球選手の英智
- 田中明（投手） - 王子製紙の補強選手として都市対抗野球大会出場し橋戸賞を獲得
- 森一馬（投手） - 2002年に在籍。日本でのプロ野球在籍経験は無く、2003年に韓国プロ野球のロッテ・ジャイアンツと契約したが、公式戦開幕前に解雇された。